# Ivo Zelinka
Ivo Zelinka (* 1980 Český Brod) je český vojenský důstojník, bývalý výsadkář, od června 2023 velitel 91. skupiny informačního boje (v letech 2023–2024 pod názvem Skupina kybernetických sil a informačních operací) v rámci Armády České republiky.

## Život
Po absolvování Gymnázia Jiřího Ortena v Kutné Hoře vystudoval v letech 2000–2004 obor Velitel průzkumných jednotek na Vysoké vojenské školy pozemního vojska ve Vyškově. Během roku 2003 absolvoval ve Spojených státech amerických kurz Ranger School. Po dokončení studia ve Vyškově sloužil v různých funkcích u 43. výsadkového praporu v Chrudimi, zpočátku jako velitel 1. výsadkové čety 2. výsadkové roty. V letech 2005–2006 působil v Kosovu v rámci mise KFOR jako velitel 2. mechanizované čety 1. mechanizované roty. Mezi lety 2007–2011 absolvoval tři nasazení v rámci mise ISAF v Afghánistánu. Roku 2010 úspěšně dokončil magisterské studium mezinárodních vztahů a evropských studií na Metropolitní univerzitě Praha. V roce 2013 absolvoval roční zahraniční studium v USA na Marine Corps Command and Staff College (Velitelská a štábní fakulta) v rámci Marine Corps University (Univerzita námořní pěchoty), kde získal titul magistra vojenských věd.

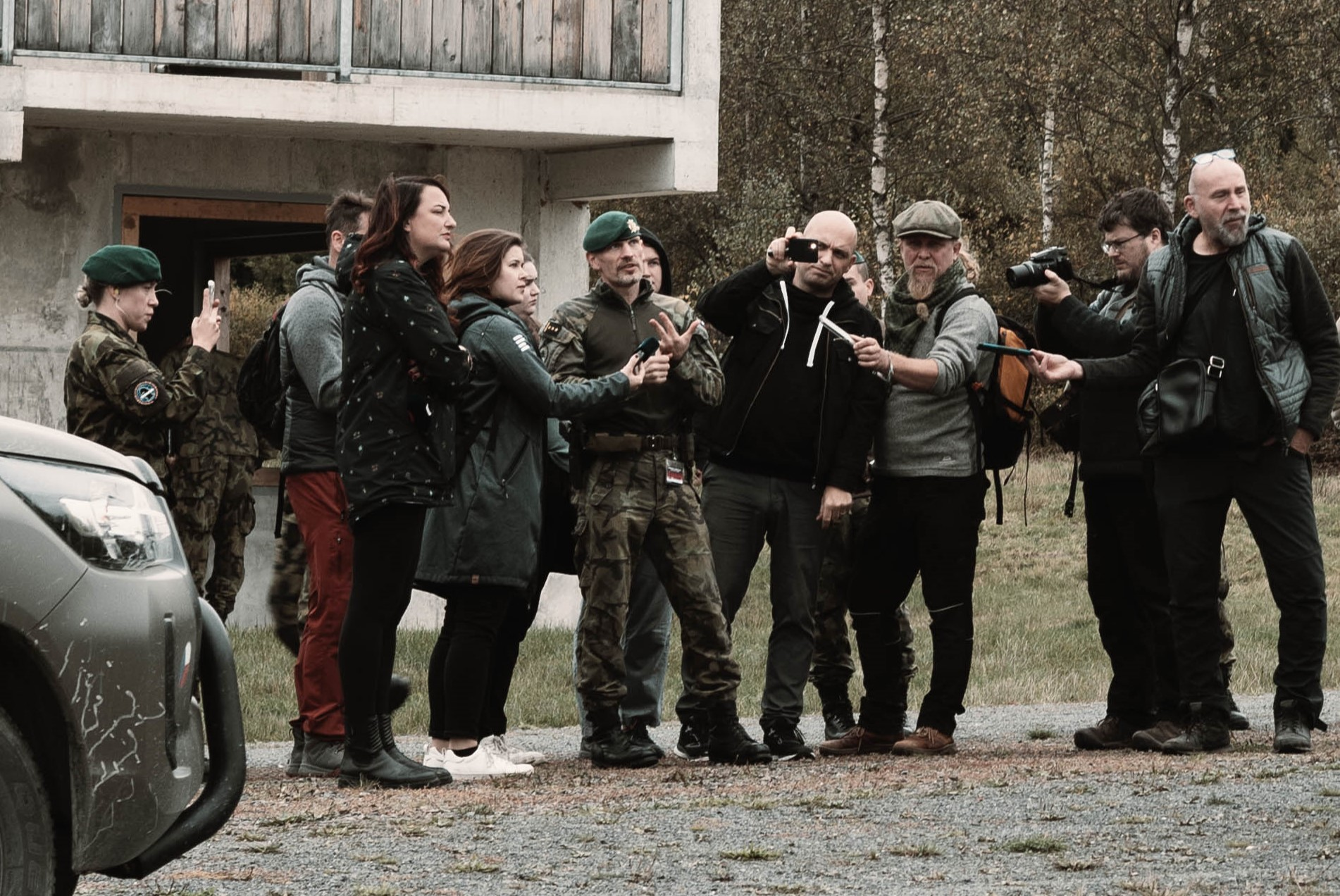
Ivo Zelinka (v zeleném baretu uprostřed) s novináři na cvičení Powerful Word 2024, vojenský újezd Libavá

V letech 2012–2014 byl náčelníkem oddělení bojové přípravy na Velitelství 4. brigády rychlého nasazení, poté v letech 2014–2017 zástupcem velitele 43. výsadkového praporu. Mezi lety 2017–2019 sloužil na Generálním štábu Armády České republiky jako výkonný důstojník náčelníka Generálního štábu. K 1. lednu 2020 se stal posledním velitelem 43. výsadkového praporu. a po jeho transformaci k 1. říjnu 2020 zástupcem velitele jeho nástupnického 43. výsadkového pluku. Od dubna 2022 byl prvním velitelem Mnohonárodního bojového uskupení eVA na Slovensku, v červnu 2022 se stal členem kabinetu ministryně obrany Jany Černochové a od listopadu 2022 byl jejím poradcem. K 1. lednu 2023 byl povýšen do hodnosti plukovníka. Od ledna do června 2023 působil jako vedoucí komunikace generálního štábu a mluvčí české armády, kde dočasně zastoupil mluvčí Magdalenu Dvořákovou, která byla na zahraničním studijním pobytu. Zároveň byl prvním mluvčím, který měl za sebou bojovou zkušenost z mise. V červnu 2023 se stal velitelem olomoucké Skupiny kybernetických sil a informačních operací, která byla k 1. červenci 2024 transformována na 91. skupinu informačního boje.